# جغد کوتوله آندی
جغد کوتوله آندی (نام علمی: Glaucidium jardinii) نام یک گونه از سرده جغد کوتوله است.